# أنبج (جنس)
جنس الأَنْبَج أو المِنْغَا أو المَنْغو أو المانجو (الاسم العلمي: Mangifera) وهي من نباتات كاسيات البذور من الكاجو تحت الفصيلة البطمية. التي تشمل ما يقرب من 69 نوعا، من أشهرها المانجو الشائعة (Mangifera indica). يكثر تنوعها في المناطق الشبه إستوائية والإستوائية في جنوب شرق آسيا، وتتركز في شبه جزيرة الملايو، بورنيو، وسومطرة. فهي عموما مظللة بأشجار الغابات المطيرة في المناطق المنخفضة، ويصل ارتفاعها إلى 30-40 م (98-130 قدم).